# Стийлхарт
 Тази статия е за музикалната група.  За албума и вижте Steelheart (албум).  
„Стийлхарт“ (на английски: Steelheart) е американска глем метъл група от Норуолк, Кънектикът, създадена през 1989 г. По времето, когато е записан дебютът ѝ, членовете на групата се състоят от вокалист Миленко Матиевич, водещ китарист Крис Рисола, ритъм китарист Франк ДиКостанцо, басист Джеймс Уорд и барабанист Джон Фаулър. Към 2023 г. съставът включва Миленко Матийевич, Майк Хъмбърт, Джо Песия и Джеймс Уорд.
Дебютният албум на „Стийлхарт“, едноименният Steelheart (1990), който е издаден на 10 май 1990 г., е сертифициран със злато от RIAA на 30 юли 1991 г. главно благодарение на силата на сингъла I'll Never Let You Go, който достига номер 23 в Billboard Hot 100. Това е единственият голям хит на групата в САЩ, което ги прави известни само с един сингъл.

## История
„Стийлхарт“ първоначално е създадена като група, наречена Red Alert, чиито членове включват Джеймс Уорд (бас), Крис Рисола (соло китара), Джак Уилкенсън (барабани) и Миленко Матиевич – Майк (вокали). Франк ДиКостанцо се присъединява като ритъм китарист, а Джон Фаулър заменя Джак Уилкенсън. Но след като се мести в Лос Анджелис и получава договор за запис и мениджър, групата в крайна сметка решава да промени името си на „Стийлхарт“. Дебютният албум на групата, едноименният Steelheart, е издаден на 10 май 1990 г. и достига № 40 в Billboard 200.
Вторият албум на „Стийлхарт“, Tangled in Reins, е издаден през 1992 г., достигайки номер 144 в класациите на Billboard. Албумът има значително по-малък успех от предшественика си в САЩ, тъй като достига едва № 144 в Billboard 200 и нито един от издадените сингли не влиза в класациите. Сингълът Mama Don't You Cry заема номер 1 в класациите на много източноазиатски страни, включително Хонконг, което довежда до азиатско турне през септември 1992 г. Към края на турнето си в Азия „Стийлхарт“ е помолена от Slaughter да отвори за тях шоу в Денвър, Колорадо в нощта на Хелоуин през 1992 г. Докато музикантите изпълняват Dancing in the Fire от своя албум Tangled in Reins, Матийевич минава под незакрепена осветителна стойка, която пада към сцената. Докато се опитва да я избегне, греда се стоварва отгоре му, смачквайки лицето му в сцената. Матиевич се отървава със счупен нос, скула, челюст и изкривен гръбнак.
През 1996 г. се появява обновен състав на „Стийлхарт“ с китариста Кени Кановски, басиста Винсент Меле и барабаниста Алекс Макарович, като Матиевич остава последният оригинален член. Новите членове записват и издават албума Wait, въпреки че последните им два албума са пълни с мощен глем метъл, този албум има повече алтернативен метъл звук. Оригиналният член Джеймс Уорд се присъединява към „Стийлхарт“ на турнето в подкрепа на албума. Въпреки че албумът не успява да влезе в класациите в САЩ, парчето We All Die Young е включено във филма Rock Star, с участието на Марк Уолбърг и Дженифър Анистън.
В края на 2006 г. е издадено EP-то Just a Taste, три песни от него ще бъдат пуснати отново в албума от 2008 г. Good 2B Alive, а другото парче We All Die Young е пуснато преди това в Wait и Rock Star (саундтрак).
През 2016 г. „Стийлхарт“ се появява на тридневния глем метъл фестивал Rockingham 2016 с Мартен Андерсон от Lynch Mob и Лизи Бордън от едноименната група на баса в Нотингам, Обединеното кралство на 22 октомври като хедлайнер на втория ден.